# Николаев, Алексей Васильевич

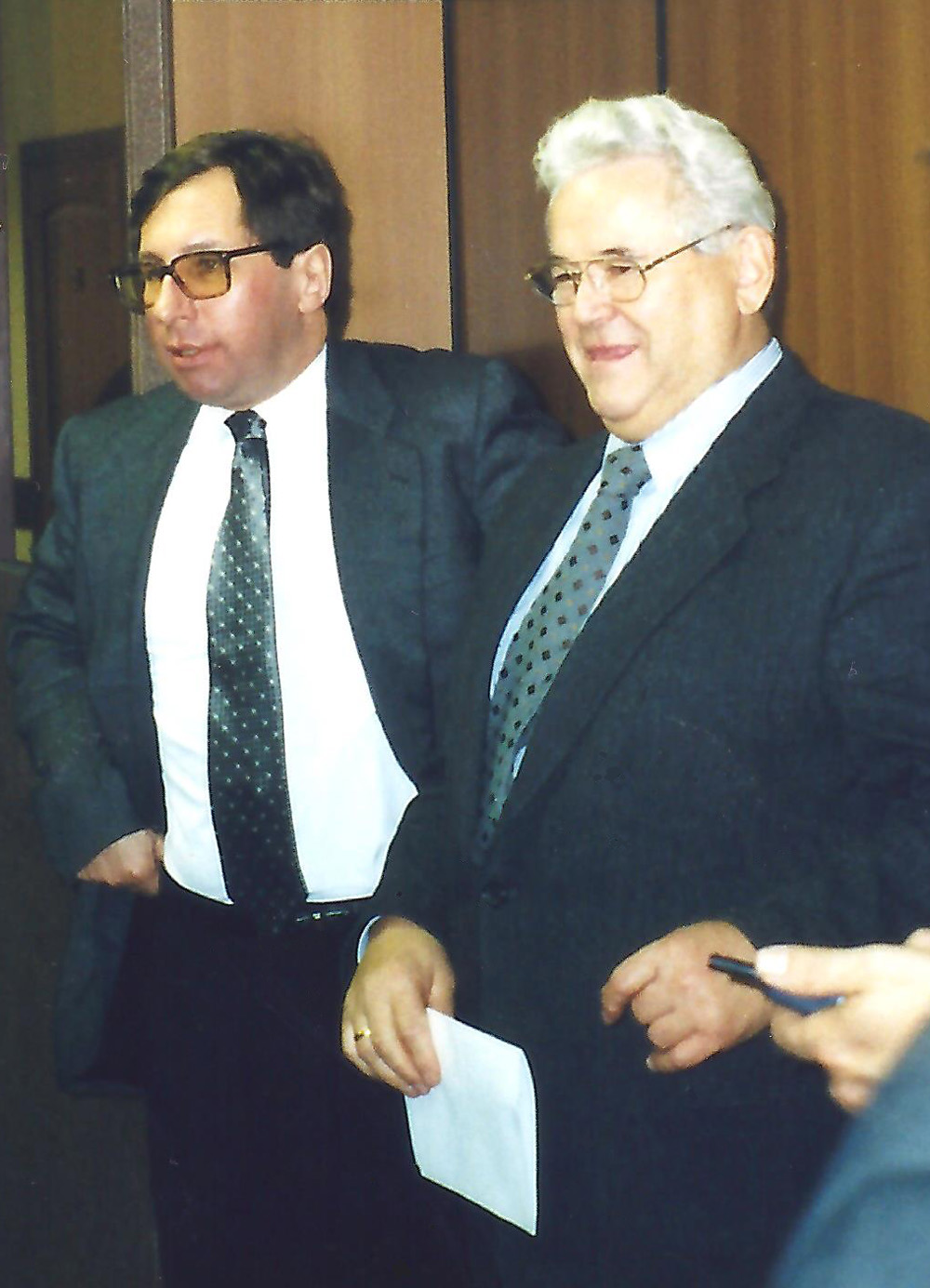
П. О. Авен и А. В. Николаев на открытии дополнительного офиса «Альфа-Банка» в Тольятти, 1998 год

Алексе́й Васи́льевич Никола́ев (31 января 1935, деревня Медведково[уточнить], Ивановская Промышленная область, СССР — 1 июня 2017, Тольятти, Самарская область, Россия) — российский промышленник.
Генеральный директор ОАО «АВТОВАЗ» в 1996—2002 годах.

## Биография
А. В. Николаев родился в семье крестьян деревни Медведково, ныне Ярославской области.

### Образование
В 1950 году окончил 7 классов и по 1952 год учился в ремесленном училище города Ярославль. В 1954 году окончил 10 классов школы рабочей молодежи и был призван в ряды вооруженных сил СССР.
В 1964 году окончил Всесоюзный заочный политехнический институт по специальности «Технология машиностроения, металлорежущие станки и инструменты».

### Трудовая деятельность
С 1955 года по 1967 год работал на Ярославском моторном заводе на следующих должностях: наладчик металлорежущих станков, инженер-конструктор, старший инженер-технолог, начальник лаборатории.
В 1967 году Николаев А. В. начал свою трудовую деятельность на Волжском автомобильном заводе в должности старшего инженера технолога корпуса «шасси» механосборочного производства (МСП). В дальнейшем работал: заместителем начальника цеха «шасси-3», начальником цеха «мотор-1», начальником цеха «шасси-1», начальником ремонтно-механического цеха МСП.
В августе 1975 года назначен директором корпуса вспомогательных цехов (КВЦ).
В 1978 году Николаев А. В. был назначен директором Димитровградского автоагрегатного завода (ДААЗ) Волжского объединения по производству легковых автомобилей.
В 1982 году назначен первым заместителем генерального директора Волжского объединения по производству легковых автомобилей. В октябре 1995 года назначен на должность генерального директора департамента производственной деятельности.
В 1990 — 1994 годах избирался областным депутатом, членом Президиума Куйбышевского областного Совета.
В 1996 — 2002 годах президент-генеральный директор ОАО «АВТОВАЗ».
В 2002—2010 годах соучредитель банка ЗАО АКБ «Автомобильный банкирский дом» (ЗАО КБ Лада-кредит), который был поглощён Новикомбанком.
Член Российской инженерной академии; член Ротари клуба «Тольятти»; лауреат Государственной премии СССР в области техники (1980), удостоен звания «Заслуженный машиностроитель Российской Федерации», один из акционеров ОАО «Приморское».
Скончался в Тольятти 1 июня 2017 года, похоронен на Баныкинском кладбище Тольятти. Был женат, две дочери.

### Президент АВТОВАЗ
Разрешил продажу по балансовой стоимости оборудования Прессово-арматурного производства и ОАО «Тольяттинского завода технологического оснащения» (ТЗТО) в состав частной ООО ПФ «Детальстройконструкция» (ДСК).
Продал дочернее предприятие ВАЗа ОАО «АвтоВАЗагрегат» тольяттинской группе «Лада Интер Сервис» (ЛИС) С.А. Сычёва.

## Награды и звания
- Награждён орденами Трудового Красного Знамени, Октябрьской Революции, Дружбы народов, «За заслуги перед Отечеством» IV степени.
- Решением Тольяттинской городской Думы от 10 мая 2000 года за особые заслуги перед городским сообществом Алексею Васильевичу Николаеву присвоено звание «Почётный гражданин города Тольятти».